# 1925 في النرويج
فيما يلي قوائم الأحداث التي وقعت خلال عام 1925 في النرويج.

## سياسة

### تعيين في المنصب
- 1 يناير – أبراهام تيودور بيرغه عضو برلمان النرويج  [لغات أخرى]‏.
- 1 يناير – أوفه أندرسن عضو برلمان النرويج  [لغات أخرى]‏.
- 1 يناير – أوقست برتراند كليفتون عضو برلمان النرويج  [لغات أخرى]‏.
- 1 يناير – أول جون اولسن نائب عضو برلمان النرويج  [لغات أخرى]‏.
- 1 يناير – جوهانس بيرغ عضو برلمان النرويج  [لغات أخرى]‏.
- 1 يناير – كورنيليوس برنهارد هانسن نائب عضو برلمان النرويج  [لغات أخرى]‏.
- 1 يناير – ليف جورج فرديناند بانغ نائب عضو برلمان النرويج  [لغات أخرى]‏.
- 1 يناير – مارتن يوليوس هالفورسن نائب عضو برلمان النرويج  [لغات أخرى]‏.
- 1 يناير – هارالد هالفورسن عضو برلمان النرويج  [لغات أخرى]‏.
- 1 يناير – يوهان لودفيغ موفينكل عضو برلمان النرويج  [لغات أخرى]‏.
- 1 يناير – يوهان نيغورسفول عضو برلمان النرويج  [لغات أخرى]‏.
- 1 يناير – مارتن يوليوس هالفورسن نائب عضو برلمان النرويج  [لغات أخرى]‏.

## رياضة
- 1 يناير – كأس النرويج 1925 الفائز نادي بران.

## مواليد

### يناير
- 1 يناير – كورت فوس
- 7 يناير – راجنار لارسن لاعب ومدرب كرة قدم نرويجي.

### مارس
- 24 مارس – فريتز س. هولت عالم اقتصاد نرويجي.

### مايو
- 6 مايو – هارييت أندرياسن سياسية نرويجية.

### أغسطس
- 4 أغسطس – كنوت بيرغ

### سبتمبر
- 17 سبتمبر – بيورن أوسكار غولبراندسن لاعب هوكي جليد نرويجي.
- 21 سبتمبر – كونراد بي. كنوتسن

### أكتوبر
- 4 أكتوبر – إيج روني كاتب نرويجي.

### ديسمبر
- 2 ديسمبر – رولف ينغفار بيرغ

## وفيات

### يناير
- 1 يناير – أول باكي (مواليد 1889)

### فبراير
- 7 فبراير – جيرهارد غران (مواليد 1856)

### مارس
- 12 مارس – هارالد بودتكر (مواليد 1855) مهندس معماري نرويجي.

### مايو
- 29 مايو – خواكيم غيافر (مواليد 1856) مهندس نرويجي.

### يونيو
- 29 يونيو – كريستيان ميكلسن (مواليد 1857) سياسي نرويجي.

### أكتوبر
- 16 أكتوبر – كريستيان كروغ (مواليد 1852) رسام نرويجي.